# Junas
Junas is een gemeente in het Franse departement Gard (regio Occitanie). De plaats maakt deel uit van het arrondissement Nîmes. Junas telde op 1 januari 2022 1.260 inwoners.

## Geografie
De oppervlakte van Junas bedroeg op 1 januari 2022 7,75 vierkante kilometer; de bevolkingsdichtheid was toen 162,6 inwoners per km².

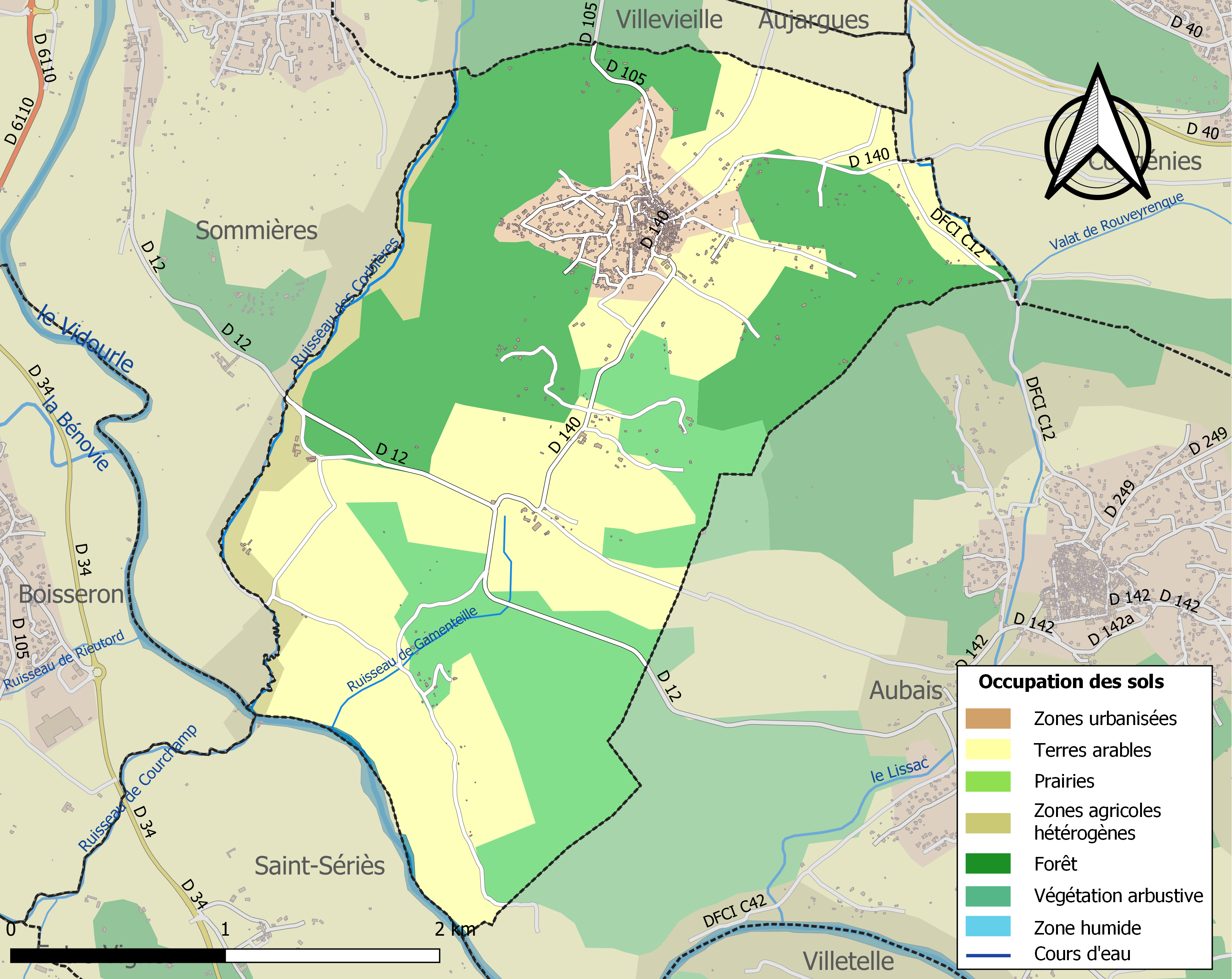
Kaart van de gemeente met belangrijkste infrastructuur, bodemgebruik en omliggende gemeenten

## Demografie
Onderstaande figuur toont het verloop van het inwonertal (bron: INSEE-tellingen).